# Szechuanosaurus
Szechuanosaurus („Ještěr ze S’-čchuanu“) byl rod teropodního dinosaura, žijícího asi před 150 miliony let (svrchní jura) na území dnešní Číny.

## Historie a popis
Dinosaurus byl vědecky popsán roku 1942 pouze na základě několika zubů (S. campi). V roce 1978 pak byl popsán další druh S. yandonensis. Konečně roku 1993 popsali čínští paleontologové ještě třetí druh, S. zigongensis. Vzhledem k velmi fragmentárnímu fosilnímu materiálu zůstává tento rod do značné míry neznámý. Pravděpodobně šlo o středně velkého až obřího neoteropoda (délka je odhadována asi na 8 metrů), snad příslušníka čeledi Sinraptoridae. Je ale možné, že zmíněné tři druhy vůbec nepatří do stejného rodu. 
Nejisté je také přiřazení obří fosilní stehenní kosti o délce kolem 140 cm, podle některých interpretací patřící právě szechuanosaurovi (což by znamenalo, že tito teropodi mohli dosáhnout velikostní kategorie druhu Tyrannosaurus rex).
Do tohoto rodu může náležet také pochybný rod Chienkosaurus, formálně popsaný rovněž v roce 1942.